# Muksunuocha
La Muksunuocha o Maksunuocha (in russo Муксунуоха o Максунуоха?) è un fiume della Siberia Orientale che scorre nell'Ust'-Janskij ulus della Sacha (Jacuzia), in Russia.
Il fiume nasce in zona ricca di laghi. Dalla sorgente scorre verso est, poi gira a nord e quindi a nord-ovest. Sfocia nella baia del Selljach a nord del villaggio di Jukagir, formando un delta. La lunghezza del Muksunuocha è di 267 km, l'area del suo bacino è di 3 660 km².
Il bacino fluviale fa parte dell'area ornitologica «Bacino Sanga-Jurjach», ed è il territorio della muta dell'oca dalla fronte bianca e dell'oca granaiola della taiga.